# Højslev Kirke
Højslev Kirke er en kirke i Højslev Sogn i det tidligere Fjends Herred Viborg Amt, nu Skive Kommune. Apsis, kor og skib er opført i romansk tid af granitkvadre over skråkantsokkel. Begge de oprindelige døre er i behold, den retkantede norddør er tilmuret, syddøren er endnu i brug og er udformet som en portal med to sæt halvsøjler og tympanon. I apsis og i nordmuren ses bevarede rundbuevinduer. I korets nordmur har vinduets karm og bueslag en indhugget rille. Tårnet er opført i sengotisk tid af genanvendte kvadre og munkesten. Mod syd ses et kapel, som blev opført til Bjørn Kaas gravlæggelse i 1581. I våbenhuset ses en romansk gravsten af granit med kors og majuskelindskrift, desuden ses en gravplade af træ lagt over præsten Søren Ibsen (død 1591).
Kirken er præget af tilhørsforhold til Stårupgård.
Apsis har halvkuppelhvælv og bevaret apsisbue, kor og skib har bjælkeloft. Korbuen er noget udvidet. Altertavlen er en renæssanceramme fra omkring 1640 med maleri af Anton Dorph fra 1892. På alterbordets forside er ophængt et nyere tekstil. Prædikestolen fra 1585 bærer våben for Bjørn Kaas og Christence Nielsdatter Rotfeld. Fontehimlen er fra 1676 og bærer våben for Hans Juul og Lisbeth Krag. I koret er opsat stolegavle fra 1698 med fædrene og mødrene våben for Henrik Friis og Sophie Juul. I sydkapellet står en figursten med anevåben over Bjørn Kaas (død 1581) og Christence Nielsdatter Rotfeld. Kirkens inventar blev istandsat i 1963-64.
- Alterparti og apsisbue
- Altertavle
- Tekstilbillede foran alterbord
- Prædikestol
- Døbefont og dåbshimmel
- Døbefont
- Stolegavle med heraldik

## Eksterne kilder og henvisninger
- Wikimedia Commons har flere filer relateret til Højslev Kirke
- Højslev Kirke Arkiveret 31. januar 2011 hos  Wayback Machine på nordenskirker.dk
- Højslev Kirke på KortTilKirken.dk